# بیچام
بیچام (انگلیسی: Beecham) شرکت داروسازی بریتانیایی است، که در سال ۱۸۵۹ تأسیس شد. 